# Ричардс, Эллен Своллоу
Эллен Генриетта Своллоу Ричардс (англ. Ellen Henrietta Swallow Richards, 3 декабря 1842 — 30 марта 1911) — американская химик-технолог и химик окружающей среды XIX столетия, новатор в области домоводства. Ричардс окончила Вестфордскую Академию (2-я в истории средняя школа Массачусетса). Первая женщина, принятая в Массачусетский технологический институт, первая женщина-преподаватель, первая американка, принятая в техническое учебное заведение и первая американка, получившая научную степень по химии.
Ричардс была активной феминисткой, а также основательницей «экономического феминизма», считавшей, что работа женщин по дому — крайне важный аспект экономики.

## Жизнь и работа
Родилась в Данстэбле, Массачусетс, в семье Фанни Тэйлор и Питера Своллоу (представители старинных фамилий, они были небогаты, но высоко ценили роль образования) и стала первой женщиной, принятой в Массачусетский технологический институт. Эллен Своллоу в течение нескольких лет работала учительницей, гувернанткой и горничной, чтобы накопить денег для поступления в колледж Вассара (1868), спустя два года учёбы в котором получила степень бакалавра. Не найдя после окончания колледжа подходящего места работы в качестве химика-технолога, поступила в Массачусетский технологический институт, чтобы продолжить образование. Как отмечается в протоколе встречи представителей администрации МТИ от 14 декабря 1870 года, «разумеется, её поступление не создаёт прецедент для поступления других женщин». Три года спустя Ричардс получила степень бакалавра МТИ за дипломную работу «О некоторых солях тиомышьяковой и тиосурьмянистой кислот из Колорадо» и степень магистра наук колледжа Вассара за химический анализ железной руды. Она продолжила обучение в МТИ и получила бы докторскую степень, но МТИ отказался предоставить такую честь женщине и придерживался этой политики до 1886 года.
В 1875 году Эллен Своллоу вышла замуж за Роберта Х. Ричардса, заведующего кафедрой горного дела в МТИ. С его помощью она продолжила сотрудничество с МТИ, работая на добровольных началах и жертвуя 1000 долларов ежегодно на создание программ для девушек-студенток. В январе 1876 года она начала преподавать в первой американской школе заочного обучения — Обществе поощрения домашнего образования. В том же 1876 году, по настоянию Ассоциации женского образования Бостона, в МТИ создали лабораторию для женщин, где в 1879 году Ричардс начала работать ассистентом (без оплаты труда) под началом профессора Джона М. Ордвэя в области химического анализа, промышленной химии, минералогии и прикладной биологии. В 1883 году МТИ начал принимать в студенты женщин и присуждать им научные степени, поэтому лабораторию закрыли.
С 1884 года и до самой смерти Эллен Ричардс руководила открытой незадолго до этого лабораторией санитарной химии, возглавляемой её бывшим профессором Уильямом Р. Николсом, на опытной станции Лоуренса — первой в Соединённых Штатах. В 1887 году лаборатория, которой тогда управлял Томас Мессинджер Дроун, проводила под началом Ричардс исследования качества воды в Массачусетсе для Массачусетского государственного департамента здравоохранения, для чего надо было обработать более 20 000 образцов, — это было первое подобное исследование в Америке. Исследования Ричардс помогли выявить причины загрязнения водоёмов и ошибки в очистке сточных вод. В результате в штате Массачусетс были введены первые в Америке стандарты качества воды, а город Лоуэлл получил первые современные установки для очистки сточных вод. С 1872 по 1875 год Ричардс являлась экспертом Массачусетского государственного департамента здравоохранения, а с 1887 по 1897 год была официальным аналитиком штата по вопросам водных ресурсов. Также она консультировала Компанию взаимного страхования фабрик от пожаров, а в 1900 году в соавторстве с А. Г. Вудман написала книгу «Воздух, вода и еда с точки зрения санитарии». Именно из-за её интереса к окружающей среде в 1892 году в английском языке появляется слово «экология», которое в немецком обозначало «хозяйствование в сфере природы».
Также Ричардс интересовалась применением научных принципов в вопросах быта — питании, одежде, физических упражнениях, санитарии и эффективного ведения домашнего хозяйства. «Возможно, потому, что я не придерживаюсь радикальных взглядов и не пренебрегаю женскими обязанностями, а почитаю за честь убираться, следить за жильём, шить одежду, я приобретаю более сильных союзников, чем другие», — писала она своим родителям. Она опубликовала книгу «Химия готовки и уборки. Руководство для домохозяек» (1881), проектировала и демонстрировала образцы кухонь, разрабатывала учебные программы и организовывала конференции. В 1908 году она стала первым президентом Американской ассоциации домоводства. На эту тему она написала следующие книги и статьи — «Питательные вещества и их фальсификаты» (1886), «Разговоры о санитарии», «Химия готовки и уборки», «Цена жизни» (1899), «Воздух, вода и еда» (1900), «Цена пищи», «Цена крова», «Искусство правильной жизни», «Цена чистоты», «Санитария в повседневной жизни» (1907) и «Эвтеника — наука управления окружающей средой» (1910). Некоторые из этих работ выдержали несколько изданий.
28 ноября 1881 года Ричардс и Марион Тэлбот (выпускница Бостонского университета 1880 года) пригласили пятнадцать женщин, окончивших женский колледж, на собрание в дом Тэлбот в Бостоне, Массачусетс, и, таким образом, стали «матерями-основательницами» Американской ассоциации женщин — преподавательниц университетов. Группа пыталась создать организацию, которая будет объединять женщин — выпускниц колледжа, чтобы открыть двери к высшему образованию другим женщинам и найти более широкие возможности для их обучения. Ассоциация (ныне известная как AAUW) стала одним из важнейших государственных защитников образования и равенства для всех женщин и девушек и удерживает лидирующие позиции на этом поприще на протяжении уже 125 лет. Сегодня Ассоциация включает в себя более 100 000 членов, 1 300 отделений и сотрудничает с 500 колледжами и университетами по всему миру.
Ричардс много лет состояла в совете попечителей колледжа Вассара, и в 1910 году была удостоена степени почётного доктора наук. Умерла в 1911 году в своём доме в Ямайка-Плэйн, Массачусетс, который получил статус Национальной исторической достопримечательности. МИТ назвал в её честь помещение в главном здании, которое использовали девушки-студентки, а в 1973 году, по случаю столетнего юбилея окончания ею университета, основал именную профессорскую должность, занимаемую преподавателями-женщинами.
В 2011 году стала восьмой в списке 150 выпускников МИТ и их замыслов, внёсших наибольший вклад в развитие науки.

## Публикации
- Ричардс, Эллен «Первые уроки по питанию и диете», 1904
- «Цена крова», 1905
- «Еда и питьё», 1906(?)
- «Эффективный работник», 1908
- «Здоровье в исправительно-трудовых лагерях», 1908
- «Тонизирующие и стимуляторы», 1908 (1909?)
- «Воздух, вода и еда с точки зрения санитарии», 1914
- «Эвтеника — наука управления окружающей средой: требование улучшения условий как первый шаг к более высокой человеческой производительности (Здравоохранение в Америке)»
- Собрание сочинений Эллен Г. Своллоу Ричардс в 5 томах, под редакцией Кадзуко Сумиды, 2007